# Brotherella roellii
Brotherella roellii är en bladmossart som beskrevs av Fleischer 1923. Brotherella roellii ingår i släktet Brotherella och familjen Sematophyllaceae. Inga underarter finns listade i Catalogue of Life.